# هانك سمول (لاعب كرة قاعدة)
هانك سمول (بالإنجليزية: Hank Small)‏ هو لاعب كرة قاعدة أمريكي، ولد في 31 يوليو 1953 في أتلانتا في الولايات المتحدة، وتوفي بنفس المكان في 3 مارس 2010.